# Life Is Peachy
Life Is Peachy er det andet album fra nu-metalbandet KoRn. Albummet blev udgivet den 15. oktober 1996 gennem Immortal/Epic Records. Det var produceret af Ross Robinson som også havde produceret deres debutalbum KoRn. På albummet er musikken anderledes end det første. Life Is Peachy debuterede på en 3. plads på The Billboard 200. Efter den første uge var der solgt 106.000 kopier med minimal radioafspilning og TV-opmærksomhed.

## CD'ens indhold
"Low Rider" er en sang covered af KoRn fra bandet War. I sangen er det guitaristen Brian "Head" Welch der synger. Porno Creep er instrumental og også den eneste af alle Korns sange. Dens musikstil er en form for funk og flere soundtrack fra 1970'ernes pornofilm er indspillet i den. 
"Wicked" er en coversang af Ice Cube.

## Numre
1. "Twist" – 0:49
2. "Chi" – 3:54
3. "Lost" – 2:55
4. "Swallow" – 3:38
5. "Porno Creep" – 2:01
6. "Good God" – 3:20
7. "Mr. Rogers" – 5:10
8. "K@#Ø%!" (eller Kunt) – 3:02
9. "No Place To Hide" – 3:31
10. "Wicked" (ft. Chino Moreno) (Ice Cube) – 4:00
11. "A.D.I.D.A.S." – 2:32
12. "Low Rider" (War) – 0:58
13. "Ass Itch" – 3:39
14. "Kill You" – 8:37

## Singler fra albummet
- "No Place To Hide"
- "A.D.I.D.A.S."
- "Good God"